# Ioánnis Antonópoulos
Ioánnis Antonópoulos (grec moderne : Ιωάννης Γ. Αντωνόπουλος, Cologne 1930-Volos 2017)  Député Nouvelle Démocratie de Magnésie en 1974-1981 après la chute des Colonels. Polyglotte, il est vice-président de la Commission parlementaire des affaires étrangères et de la défense. En 1985, il suit Constantin Stéphanopoulos qui fonde le parti du Renouveau Démocratique (DIANA). À partir de 1994, il est élu à plusieurs reprises Maire de Kissos (Pélion) et Président du Conseil municipal de Zagora-Mouresi (Pélion). Il fut également membre actif d'instances nationales sportives et développa les infrastructures et la pratique de la natation et du water-polo à Volos. 
Dans les années soixante, engagé dans la marine militaire et marchande hellénique, Jean Antonopoulos est commandant du Patrouilleur Arion (un Räumboot, nommé Levendis après 1965) confronté aux provocations turques à Chypre en 1964-1965. Grâce à son sens marin et sa vivacité de réaction, il parvient à mettre le Levendis à l'abri d'une attaque aérienne et à sauver des vies du navire jumeau Phaéton.
Il comptait parmi ses ascendants et collatéraux des personnalités politiques, dont Georges Kartalis (Geórgios Kartális) qu'il admirait au-delà des frontières partisanes. Sa propre fille Elena Antonopoulou-Bourouni est engagée dans la vie politique et municipale de Volos. 
Parmi les messages de peine et d'estime publiés après le décès de J. Antonopoulos, le 12 mai 2017, on compte celui du président du parti ND Kyriakos Mitsotakis .
Parmi ses décorations, il reçut au retour de sa mission en mer Egée et pour ses services à la Nation, des mains de Constantin II, la Croix d'or de l'Ordre Royal du Phénix.